# 상록수 (1961년 영화)
"상록수"는 1961년 공개된 대한민국의 영화이다.

## 배역
- 최은희
- 신영균
- 허장강
- 도금봉
- 신성일
- 윤일봉
- 박성대
- 한은진
- 고선애
- 변기종
- 박철민
- 이정애
- 정득순
- 이성섭

## 수상
- 1962년 제1회 대종상
  - 여우주연상 - 최은희
  - 공로상 - 신필름
- 제9회 아시아영화제
  - 최우수작품상
  - 각본상 - 김강윤
  - 남우주연상 - 신영균
  - 남우조연상 - 허장강
  - 음악상